# 미 해군 500척 함대계획
미 해군 500척 함대계획은 2020년 10월 온라인을 통해 미국 에스퍼 국방장관이 발표했다. 공격 잠수함 부대를 키우고, 핵 동력 항공 모함을 경항모로 보완하고, 분산을 위해 소형 및 무인 선박에 많은 투자를 할 해군을 위한 새로운 미래 함대 계획을 발표했다. Battle Force 2045라고도 불린다. 아울러 에스퍼 장관은 2045년까지 500 척의 유인 및 무인 함대를, 2035년까지 355 척의 전통적인 전함 함대를 달성 할 계획을 제시했다.

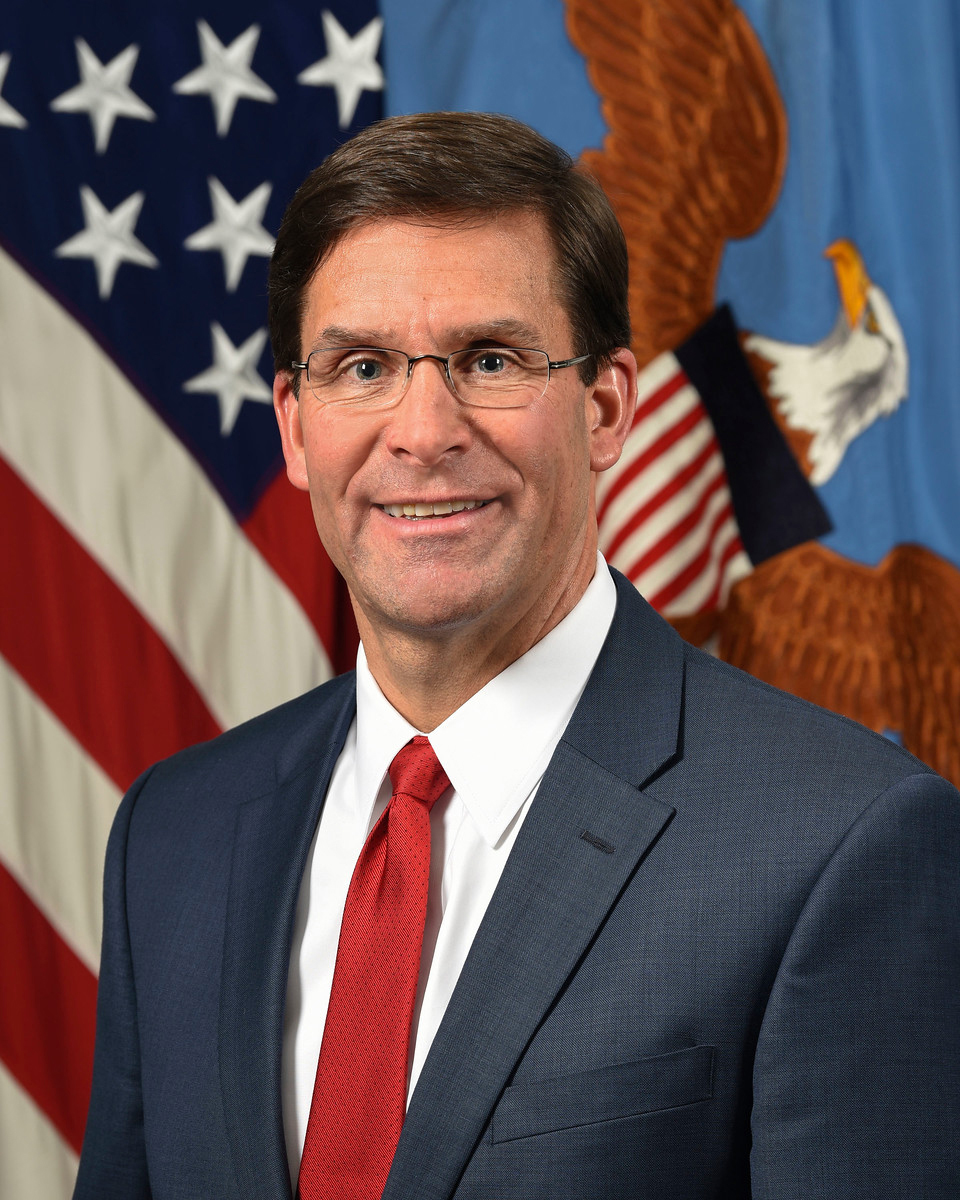
미 해군 500척 함대계획을 발표한 마크 에스퍼 국방장관

## 역사
2020년 10월 온라인을 통해 미국 에스퍼 국방장관이 발표했다. 2045년까지 500 척의 유인 및 무인 함대를, 2035년까지 355 척의 전통적인 전함 함대를 달성 할 계획을 제시했는데, 자세한 내용은 아래와 같다.

### 잠수함 부대
그는 함대가 70 ~ 80 척의 SSN으로 구성된 더 크고 더 강력한 공격 잠수함 함대를 가질 것이라고 말했다. "만약 우리가 다른 조치를 취하지 않는다면 해군은 가능한 한 빨리 1년에 3척의 버지니아급 잠수함 건조를 시작해야 할겁니다." 또 한, 총 7척의 로스 앤젤레스 급 SSN에 연료를 보급하고 SSN (X) 미래 잠수함 프로그램에 많은 투자를 할 것을 요청했다.

### 항공모함 부대
그는 원자력 항공모함이 앞으로도 전쟁 억지력을 가진 전략 무기가 될 것을 시사했으나, "적절한 하이/로우급의 항공모함 믹스 전략이 필요하나, 미국의 국제적 입지를 유지하기 위해 8대~11대의 원자력 항공모함과 6대의 경항공모함이 필요하다."고도 말했다.

### 무인함대
수면과 해저에 140 ~ 240 척의 무인 함과 선택적으로 유인 함을 요청하여 지뢰 설치, 미사일 공격 수행, 유인함 재 보급, 감시, 미끼 역할 등 다양한 임무를 수행할 것을 요청했다. "그것들은 선원과 비용 측면에서 저렴한 비용으로 함대에 상당한 공격 및 방어 능력을 향상시킬 것이다."라고 그는 말했다. "이달 초 Sea Hunter 프로토 타입은 USS Russell 과의 작업을 완료하여 무인 지상 차량이 기술적으로 실현 가능하고 운영상 가치가 있음을 보여주었다."고도 말했다.

### 호위함대
그는 더 복잡한 임무를 위해 용량을 늘리고 더 큰 선박을 확보하기 위해 현재 계약중인 새로운 프리깃 클래스와 같은 소형 전투함 60 ~ 70 척을 요청했다.

### 드론 함재기
해군은 전투기, 급유, 조기 경보 및 전자 공격과 같은 오늘날 항공 날개의 모든 임무를 수행하기 위해 모함 갑판에서 발사하는 무인 항공기가 필요하다고 말했다. 그는 최근 USS Carl Vinson  (CVN-70)에  탑승 한 선원들과 이야기하면서 이것을 언급했다.

### 해병대 포스 디자인 2030
그리고 마지막으로 그는 해병대의 포스 디자인 2030 노력과 이를 달성하는데 필요한 새로운 종류의 선박 및 커넥터에 대한 지원을 약속했지만 이 분야에서 더 많은 작업이 필요할 것이라고 덧붙였다. “해병대는 현재 병력 구조 계획을 실행하는 과정에 있으며, 저는 큰 전력 경쟁에 재조정하려는 지휘관의 비전을지지한다. 따라서 50 ~ 60 내외정도의, 이전에 계획했던 것보다 더 많은 상륙함이 필요하지만, 이 분야에서도 더 많은 작업(연구)이 필요하다.”라고 말했다.

### 에스퍼 장관의 전망
끝내며 에스퍼 국방장관은, “충분한 잠수함 부대와 현대적인 전략적 억지력과 함께 더 많은 수의 소형 지상 전투원과 무인 또는 선택적으로 유인 선박을 보유한 것보다 균형 잡힌 해군이 될 것입니다. 또한 공중에서, 육지에서, 바다에서, 그리고 바다에서 네 영역에 걸쳐 균형 잡힌 압도적 인 화재를 전달할 수 있을 것입니다. 그리고 그것은 우리가 힘의 자세를 최적화하고 더 민첩하고 예측하기 어렵고 필요할 때 전투 작전으로 신속하게 전환 할 수 있는 새로운 개념을 구현함으로써 국방 전략과 일치 할 것입니다.”
“장기적으로 Battle Force 2045를 달성하는 것은 쉽지 않을 것입니다. 편협한 이익, 예산 불확실성, 산업 역량 및 기타 경쟁 요소가 우리의 야망에 맞서게 될 것입니다.”라고 그는 덧붙였다.

## 같이 보기
- 2020중국국방력보고서
- 미국 해군
- 이지스 탄도유도탄방어체계
- 원자력 잠수함